# Valençon
Le Valençon est une rivière française du département de l'Allier, en région Auvergne-Rhône-Alpes et un affluent droit de l'Allier, donc un sous-affluent de la Loire.

## Géographie
Le Valençon prend source sur la commune de Cindré, à 284 m d'altitude.
De 18,2 km de longueur, le Valençon coule globalement de l'est vers l'ouest.
Il conflue en rive droite de l'Allier sur la commune de Varennes-sur-Allier, à 230 m d'altitude.

### Communes et cantons traversés
Dans le seul département de l'Allier, le Valençon traverse cinq communes et deux anciens cantons :
- Dans le sens amont vers aval : Cindré (source), Boucé, Montoldre (où un village, au sud de la commune, porte le même nom que le ruisseau), Rongères, Varennes-sur-Allier (confluence). En fait, avant la confluence, le Valençon traverse sur une longueur négligeable la commune de Paray-sous-Briailles avant de revenir à Varennes-sur-Allier, car la limite communale entre Paray et Varennes ne coïncide pas exactement avec le cours de l'Allier et passe à certains endroits en rive droite de la rivière[5].

Soit en termes de cantons, le Valençon prend source dans le canton de Jaligny-sur-Besbre et conflue dans le canton de Varennes-sur-Allier, le tout dans l'arrondissement de Vichy.

## Affluents
Le Valençon a cinq affluents référencés :
- la Vauvre (rd[note 1]), 2,9 km, sur les trois communes de Boucé, Treteau et Cindre.
- le Rigny (rg), 6,6 km, sur les deux communes de Boucé, Montaigu-le-Blin.
- le Treteau ou ruisseau de Saint-Loup (rd), 7,2 km, sur les trois communes de Boucé, Treteau, Montoldre avec un affluent :
  - le Lignère (rd), 1,6 km, sur les deux communes de Boucé et Treteau.
- le Boucé (rg), 13,3 km sur les trois communes de Saint-Gérand-le-Puy, Boucé et Montaigu-le-Blin avec un affluent :
  -  ? (rg), 1,9 km, sur les deux communes de Saint-Gérand-le-Puy, Boucé.
- la Goutte du Retz ou Goutte du Rey (rd), 5 km sur les deux communes de Montoldre et Varennes-sur-Allier.

### Rang de Strahler
Le rang de Strahler est donc de trois.